# Щоденники вампіра (телесеріал)
«Щоде́нники вампі́ра» (англ. The Vampire Diaries) — американський серіал, знятий за мотивами серії книг «Щоденники вампіра» (англ. The Vampire Diaries). Стартував 10 вересня 2009 року (в четвер, о 20:00 за Східноамериканським часом (8/7c)) на телеканалі CW. Останній, восьмий сезон, завершився 10 березня 2017 року виходом свого 16-го епізоду.

## Сюжет

### Сезон 1
Чотири місяці по тому, як трагічна автокатастрофа забрала життя їхніх батьків, 17-річна Елейна Ґілберт і її 15-річний брат Джеремі все ще намагаються зарадити своєму горю і рухатися по життю далі. Елейна завжди була зіркою школи. Гарна й популярна, вона була залучена до життя друзів і школи, але тепер вона намагається приховати свій смуток від світу. З початком навчального року Елейна та її подруги зачаровані гарним і таємничим студентом, Стефаном Сальваторе. Стефан і Елейна відразу відчувають взаємну симпатію, але вона й гадки не має, що Стефан — вампір, який щосили намагається жити мирно серед людей, тоді як його брат Деймон є втіленням насильства і жорстокості. Він усе життя присвятив знущанням зі Стефана, з яким у 1864 році вони не поділили дівчину, в яку обидва були закохані. І тепер двоє братів-вампірів починають війну за любов та душу Елейни, а також усіх жителів маленького містечка Містик-Фоллс, штат Вірджинія.

### Сезон 2
Поява підлої Кетрін у Містик-Фоллс кидає тінь на любовний трикутник між Стефаном, Деймоном та Елейною. Вона знову починає плести інтриги між братами Сальваторе, вплутуючи Елейну Ґілберт у події минулих років. Їй вдається посварити Стефана і Деймона між собою. Мер Локвуд — мертвий: дивний пристрій подіяв на нього та його сина Тайлера. Тайлеру вдається врятуватися, а ось його батька чекала сувора доля — він згорів разом з вампірами. Брати Сальваторе стурбовані тим, що пристрій подіяв на нині покійного Локвуда. Пізніше з'ясовується, що всі чоловіки в їхньому роду успадкували звірячий ген і є перевертнями. Жителі Містик-Фолс повинні зробити вибір, перш ніж вони стануть жертвами небезпеки, що насувається. Стефан і Деймон повинні боротись зі злом, ще сильнішим, ніж вони могли собі уявити.

### Сезон 3
Прем'єра відбулася 15 вересня 2011. Елейні виповнилося 18. Перша серія називається «День народження», друга — «Гібрид», а третя — «Кінець роману».
Третій сезон відкриває двері для того, щоб дізнатися більше про Клауса та первородну сім'ю, оскільки нарешті розкриваються мотиви, чому він хотів, щоб Стефан був на його боці. У той час як Стефан все глибше занурюється в темну сторону, Деймон і Елейна борються з почуттям провини за їхній міцний зв'язок, навіть коли вони разом працюють, щоб повернути Стефана додому. Привиди з минулого Джеремі мають потужне повідомлення, яке вони намагаються донести до нього, не кажучи вже про вплив, який вони мають на його стосунки з Бонні Беннетт; коли Керолайн і Тайлер зближуються, між їхніми родинами спалахує війна.

### Сезон 4
Прем'єра відбулася 11 жовтня 2012. Перша серія називається «Дедалі сильніший біль». Четвертий сезон починається з усвідомлення того, що Елейна стикається зі своїм найстрашнішим кошмаром, коли вона прокидається після аварії та виявляє, що тепер їй доведеться пережити жахливий перехід на вампіра або зіткнутися з неминучою смертю. Попри все, що з ними трапилося, коли Елейна та її друзі вступають до останнього етапу навчання в середній школі перед тим, як закінчити школу, вони вирушають різними шляхами, вони відчувають, що зв'язок із їхнім рідним містом Містик Фоллз набуває глибшого значення, коли з'являється лиходій, який, здається, має намір знищити його…

### Сезон 5
Елейна вирушає до Вітморського коледжу з Керолайн. Поки друзі Бонні боролися за те, щоб повернути її до життя як Якір до Потойбіччя, Стефану довелося зіткнутися зі своїм двійником. Енцо, старий друг з минулого Деймона, шукає останнього, щоб помститися. Дружба Стефана та Керолайн поглибилася, коли вони протистояли мандрівникам, кочовому племені відьом на чолі з безжальним Маркосом, яке планує позбавити Містик Фоллз магії та вигнати всіх його надприродних жителів. Нарешті, втративши своє місто та боячись втратити своїх близьких на Іншій стороні, що руйнується, Бонні та Деймон йдуть на величезну жертву, щоб повернути їх усіх назад…

## Епізоди
| Сезон | Епізоди | Епізоди | Оригінальний показ | Оригінальний показ |
| Сезон | Епізоди | Епізоди | Перший показ       | Останній показ     |
| ----- | ------- | ------- | ------------------ | ------------------ |
| 1     | 21      | 21      | 10 вересня 2009    | 13 травня 2010     |
| 2     | 22      | 22      | 9 вересня 2010     | 12 травня 2011     |
| 3     | 22      | 22      | 15 вересня 2011    | 10 травня 2012     |
| 4     | 23      | 23      | 11 жовтня 2012     | 16 травня 2013     |
| 5     | 22      | 22      | 3 жовтня 2013      | 15 травня 2014     |
| 6     | 22      | 22      | 12 жовтня 2014     | 14 травня 2015     |
| 7     | 22      | 22      | 18 жовтня 2015     | 13 травня 2016     |
| 8     | 16      | 16      | 21 жовтня 2016     | 10 березня 2017    |

## Основний акторський склад
| Персонаж          | Актор             | Сезони               | Сезони               | Сезони               | Сезони               | Сезони               | Сезони            | Сезони            | Сезони               |
| Персонаж          | Актор             | 1                    | 2                    | 3                    | 4                    | 5                    | 6                 | 7                 | 8                    |
| ----------------- | ----------------- | -------------------- | -------------------- | -------------------- | -------------------- | -------------------- | ----------------- | ----------------- | -------------------- |
| Елейна Ґілберт    | Ніна Добрев       | Основний персонаж    | Основний персонаж    | Основний персонаж    | Основний персонаж    | Основний персонаж    | Основний персонаж | Запрошена зірка   | Запрошена зірка      |
| Кетрін Пірс       | Ніна Добрев       | Періодичний персонаж | Основний персонаж    | Періодичний персонаж | Періодичний персонаж | Основний персонаж    |                   |                   | Запрошена зірка      |
| Стефан Сальваторе | Пол Веслі         | Основний персонаж    | Основний персонаж    | Основний персонаж    | Основний персонаж    | Основний персонаж    | Основний персонаж | Основний персонаж | Основний персонаж    |
| Сайлас            | Пол Веслі         |                      |                      |                      | Основний персонаж    | Основний персонаж    |                   |                   |                      |
| Деймон Сальваторе | Єн Сомерголдер    | Основний персонаж    | Основний персонаж    | Основний персонаж    | Основний персонаж    | Основний персонаж    | Основний персонаж | Основний персонаж | Основний персонаж    |
| Джеремі Гілберт   | Стівен Р. Макквін | Основний персонаж    | Основний персонаж    | Основний персонаж    | Основний персонаж    | Основний персонаж    | Основний персонаж |                   | Запрошена зірка      |
| Дженна Сомерс     | Сара Кеннінг      | Основний персонаж    | Основний персонаж    | Запрошена зірка      |                      | Запрошена зірка      |                   |                   | Запрошена зірка      |
| Бонні Беннет      | Катерина Ґрехем   | Основний персонаж    | Основний персонаж    | Основний персонаж    | Основний персонаж    | Основний персонаж    | Основний персонаж | Основний персонаж | Основний персонаж    |
| Керолайн Форбс    | Кендіс Аккола     | Основний персонаж    | Основний персонаж    | Основний персонаж    | Основний персонаж    | Основний персонаж    | Основний персонаж | Основний персонаж | Основний персонаж    |
| Метт Донован      | Зак Реріг         | Основний персонаж    | Основний персонаж    | Основний персонаж    | Основний персонаж    | Основний персонаж    | Основний персонаж | Основний персонаж | Основний персонаж    |
| Вікі Донован      | Кайла Евелл       | Основний персонаж    | Запрошена зірка      | Періодичний персонаж |                      | Запрошена зірка      |                   |                   | Періодичний персонаж |
| Тайлер Локвуд     | Майкл Тревіно     | Основний персонаж    | Основний персонаж    | Основний персонаж    | Основний персонаж    | Основний персонаж    | Основний персонаж | Запрошена зірка   | Запрошена зірка      |
| Аларік Зальцман   | Метт Девіс        | Основний персонаж    | Основний персонаж    | Основний персонаж    | Запрошена зірка      | Запрошена зірка      | Основний персонаж | Основний персонаж | Основний персонаж    |
| Клаус Майклсон    | Джозеф Морган     |                      | Періодичний персонаж | Основний персонаж    | Основний персонаж    | Запрошена зірка      |                   | Запрошена зірка   |                      |
| Ензо              | Майкл Маларкі     |                      |                      |                      |                      | Періодичний персонаж | Основний персонаж | Основний персонаж | Основний персонаж    |

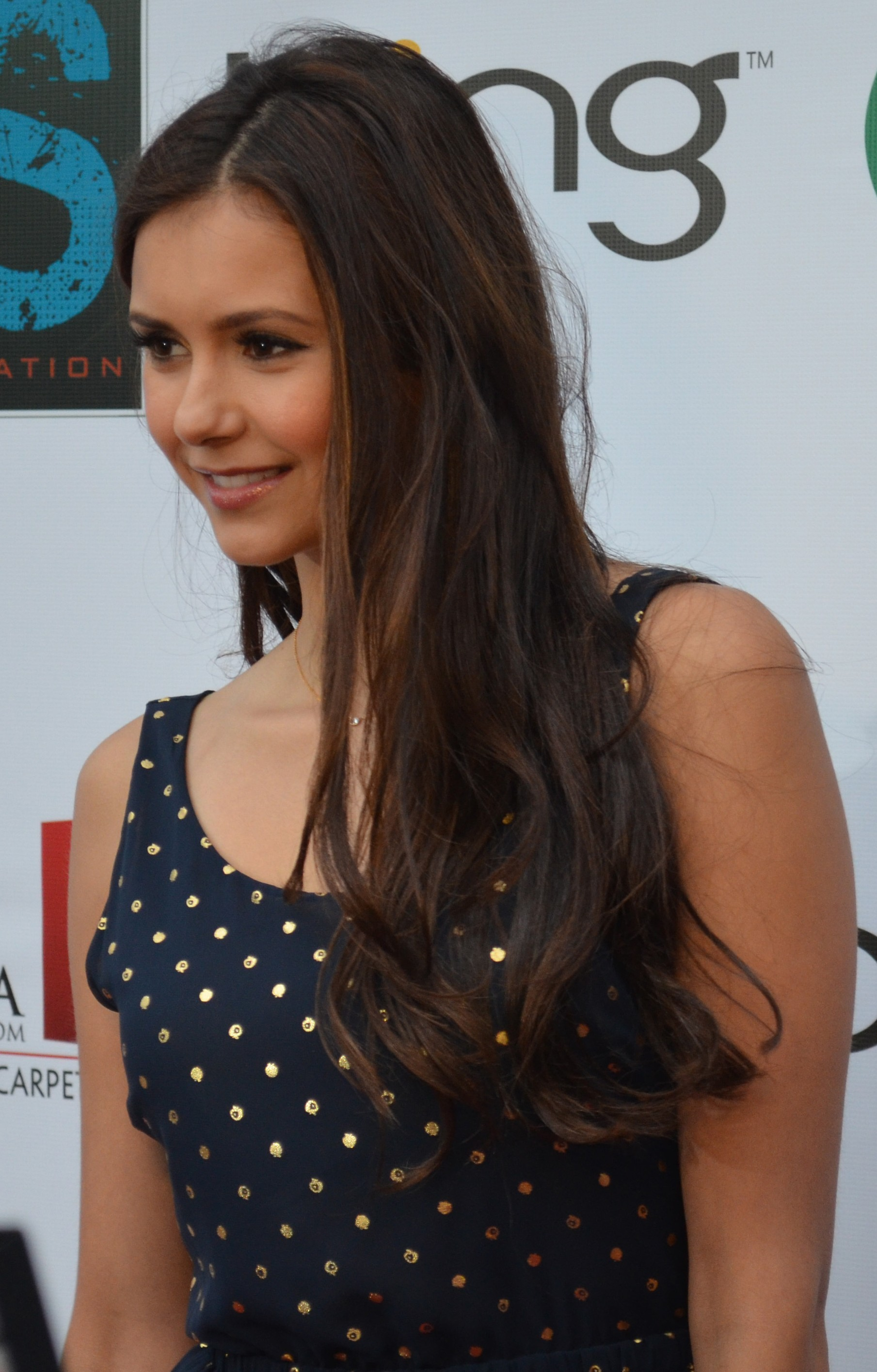
Ніна Добрев у ролі  Елейни Ґілберт
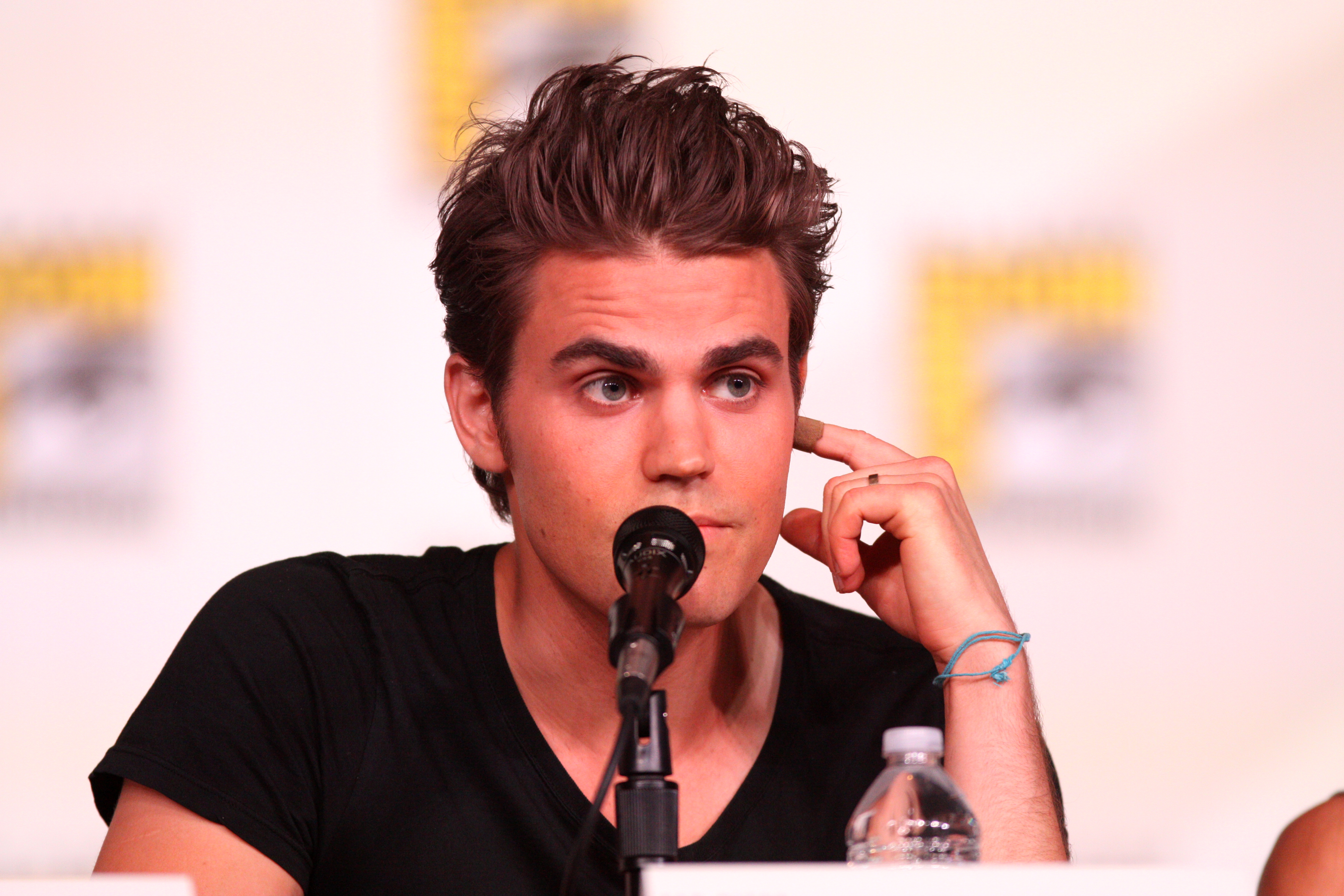
Пол Веслі в ролі  Стефана Сальваторе
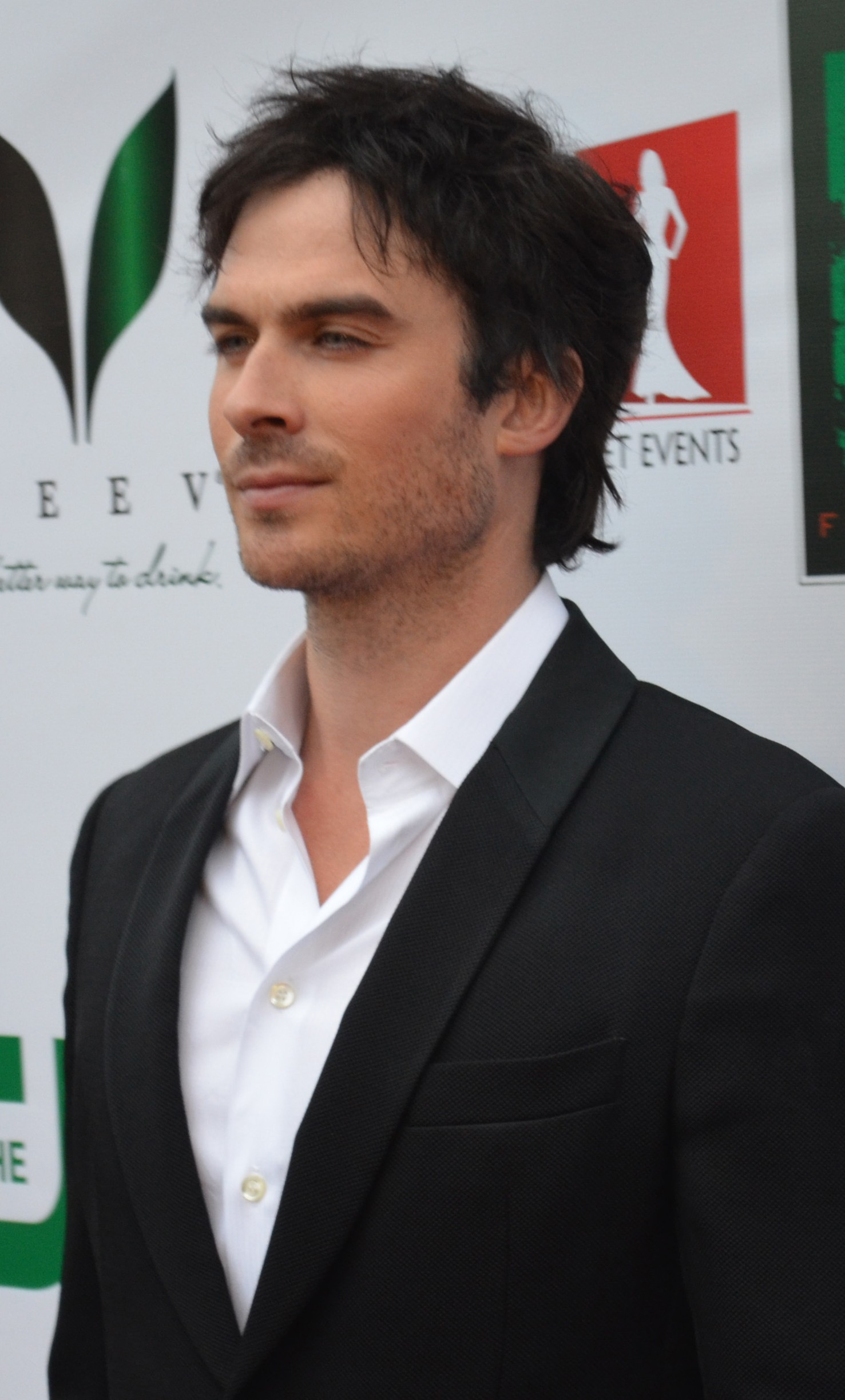
Єн Сомерголдер у ролі  Деймона Сальваторе
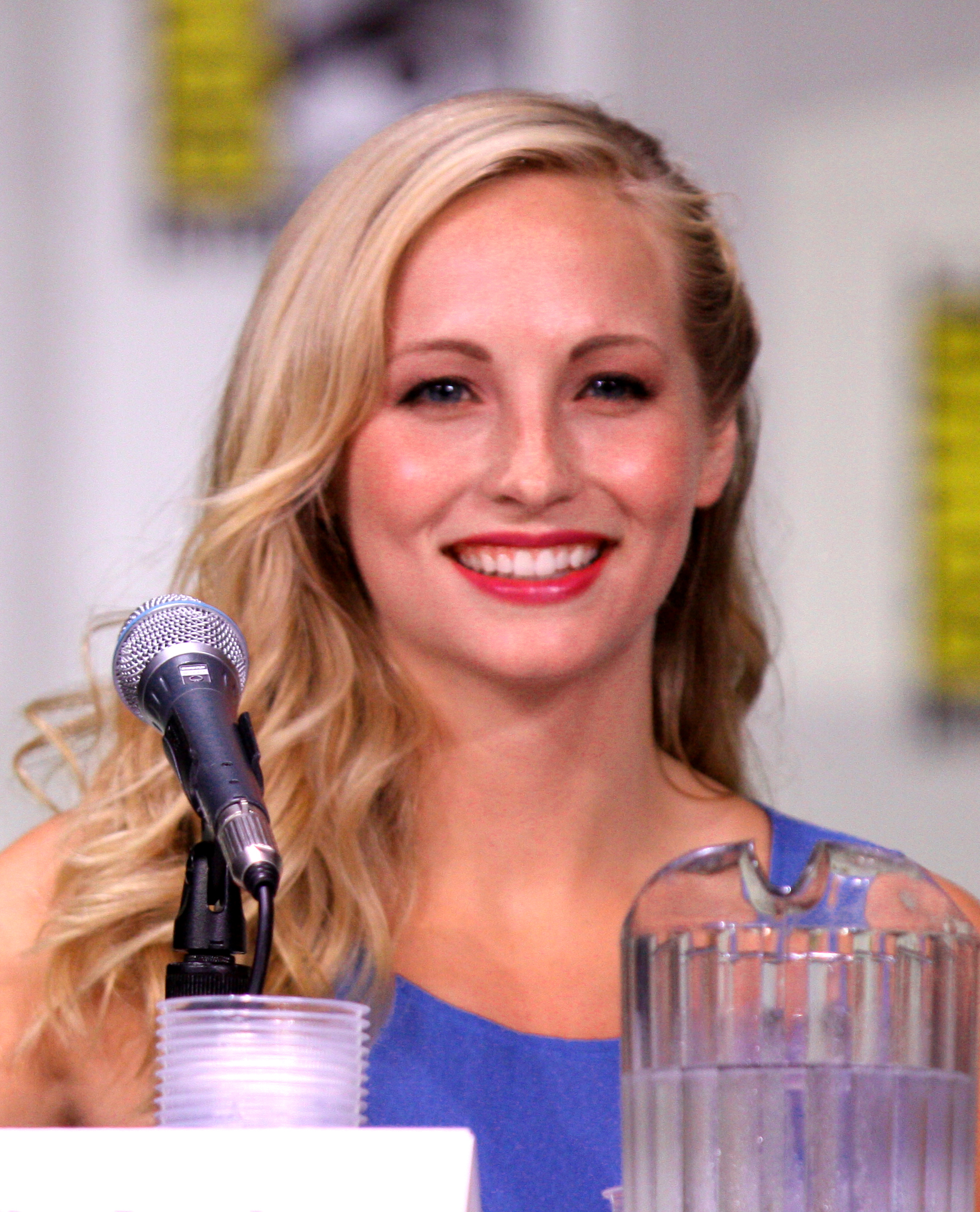
Кендіс Аккола в ролі Керолайн Форбс
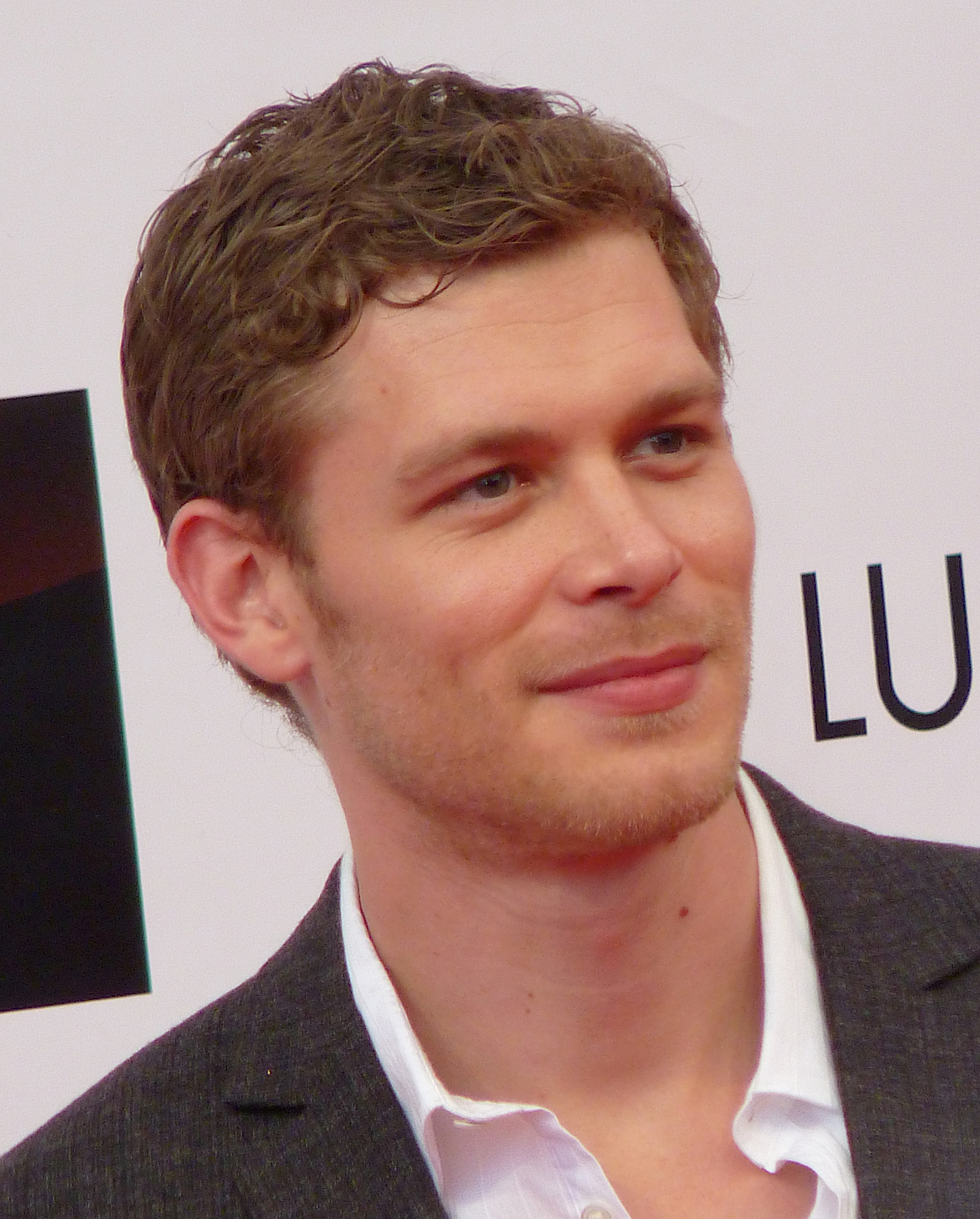
Джозеф Морган у ролі  Ніклауса «Клауса» Майклсона
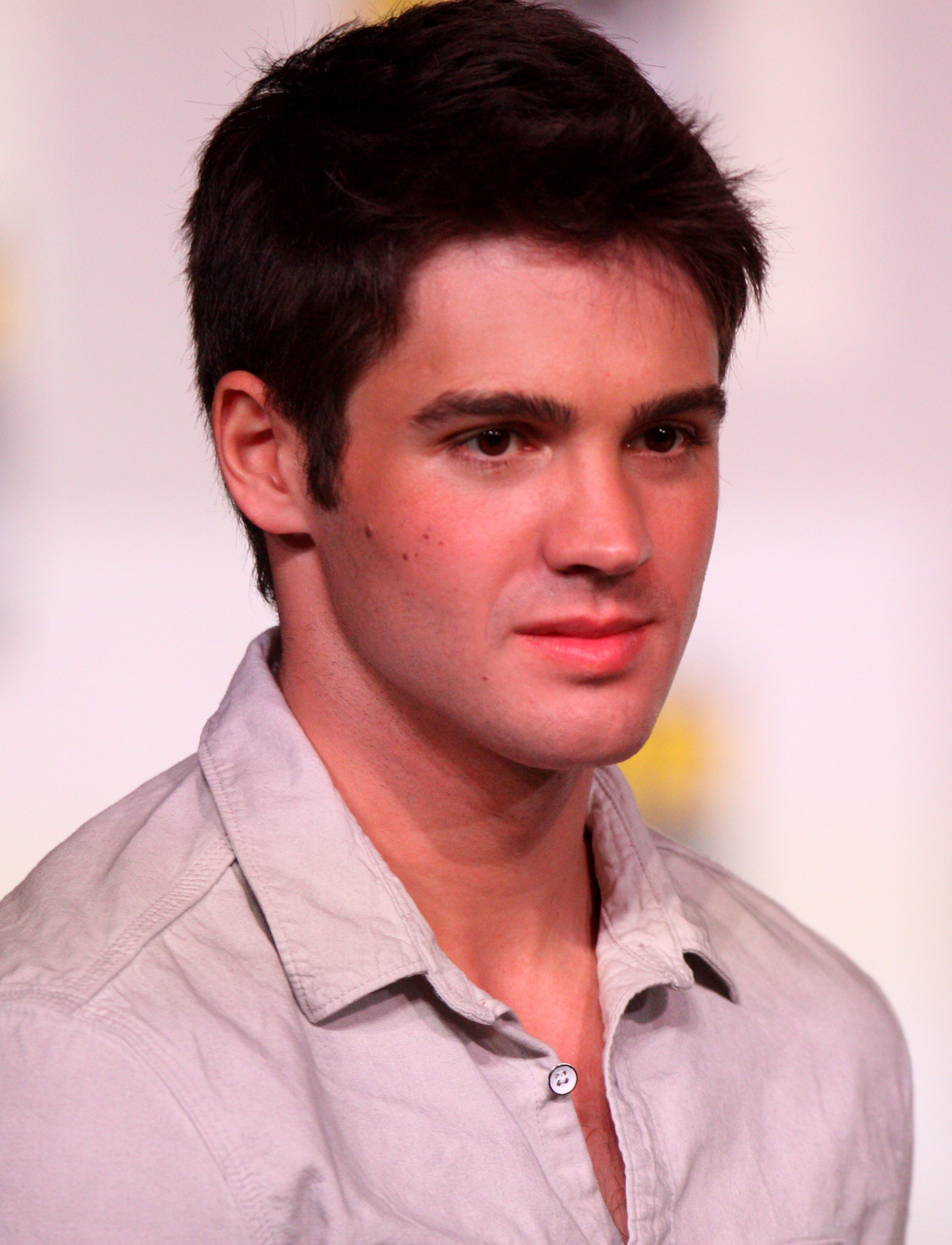
Стівен Р. Макквін у ролі Джеремі Ґілберта
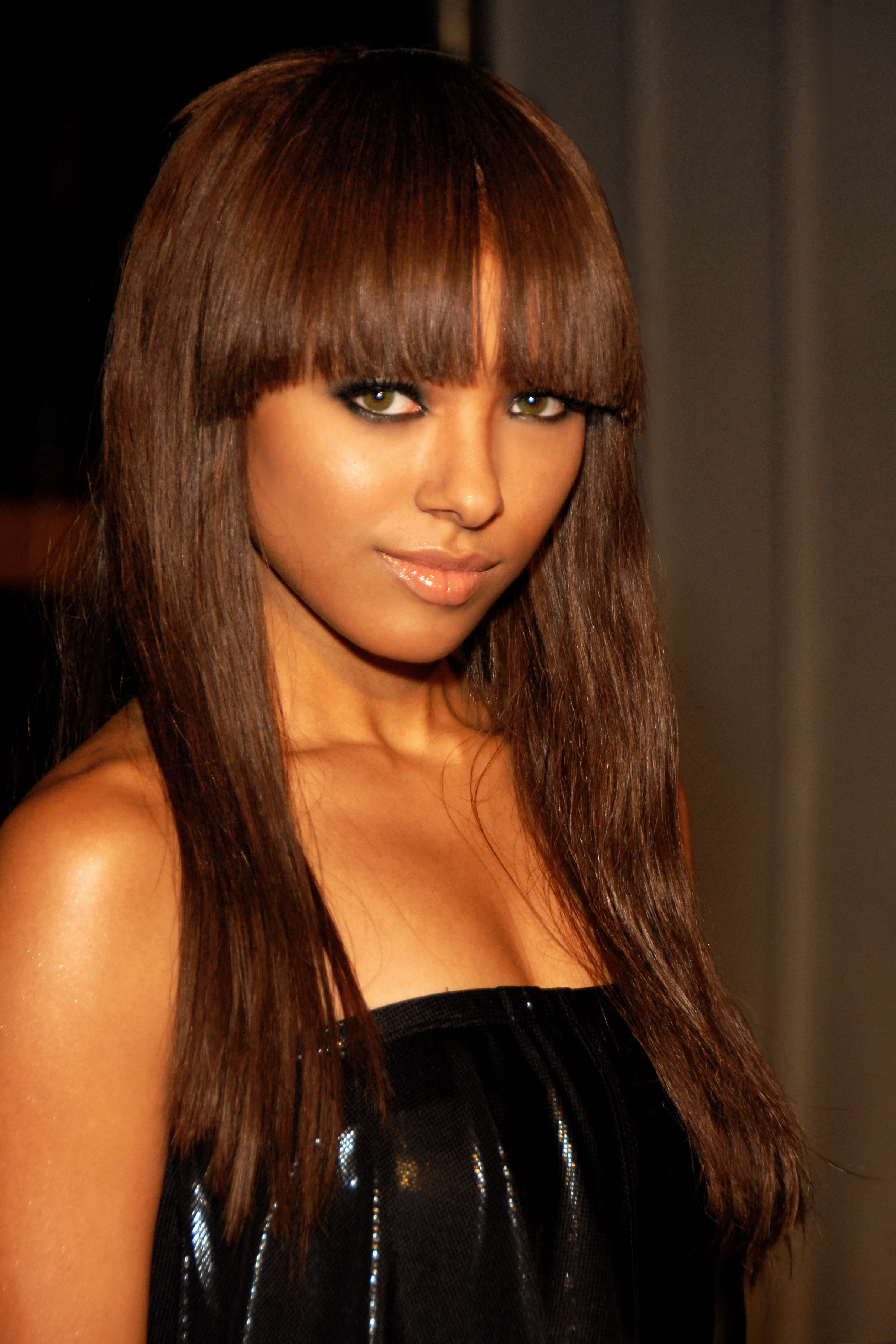
Катерина Ґрехем у ролі Бонні Беннет
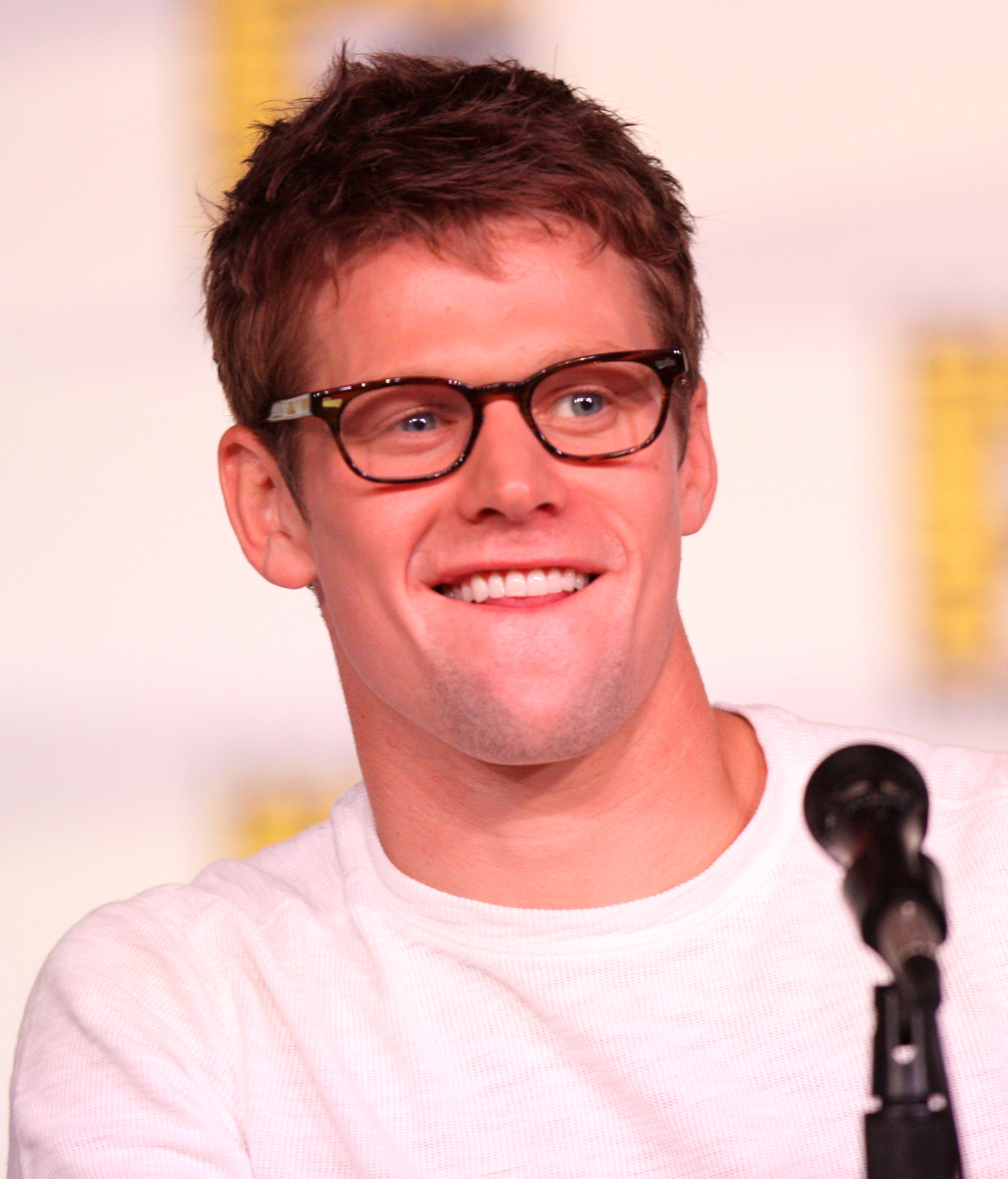
Зак Реріг у ролі Мета Донована
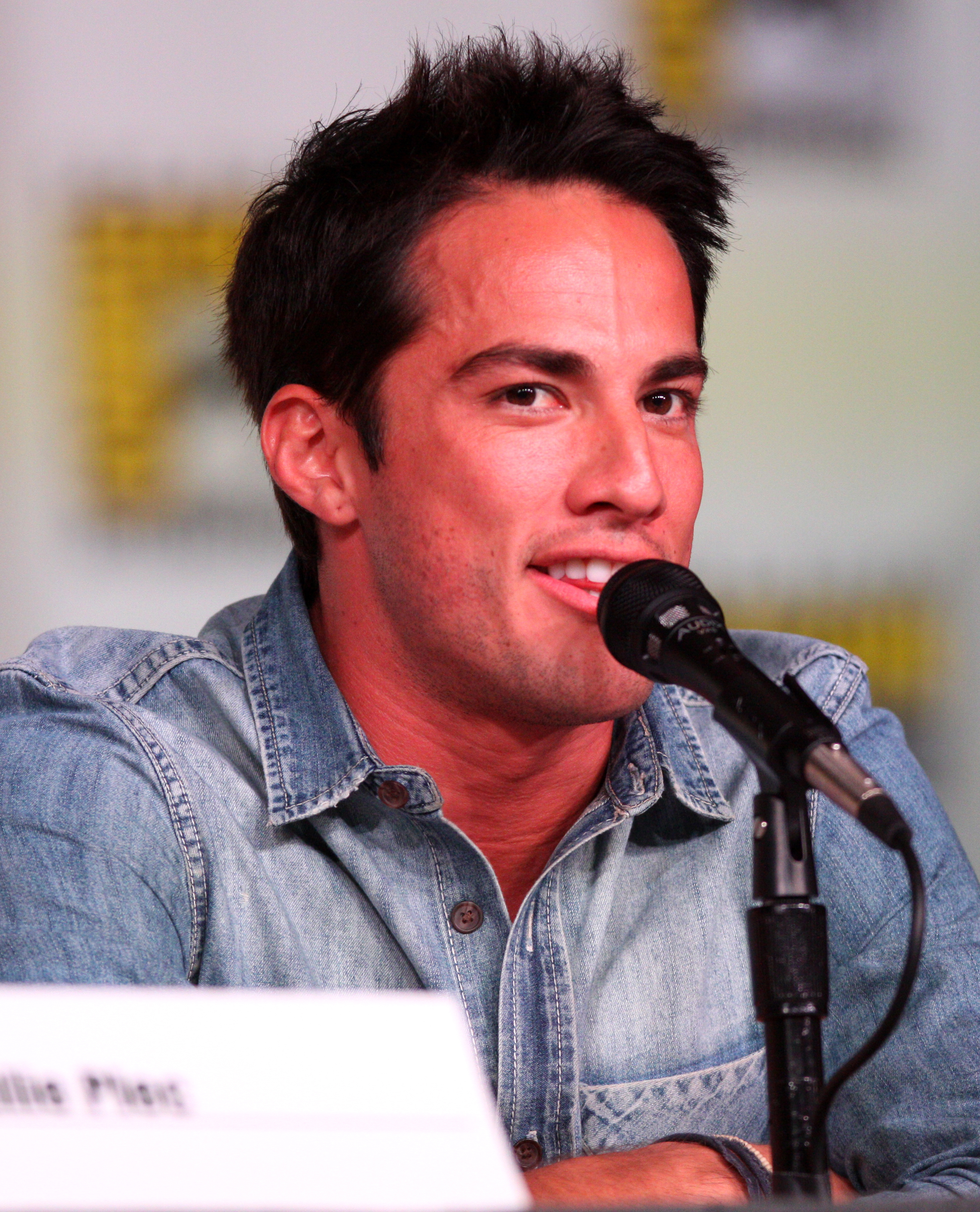
Майкл Тревіно в ролі Тайлера Локвуда
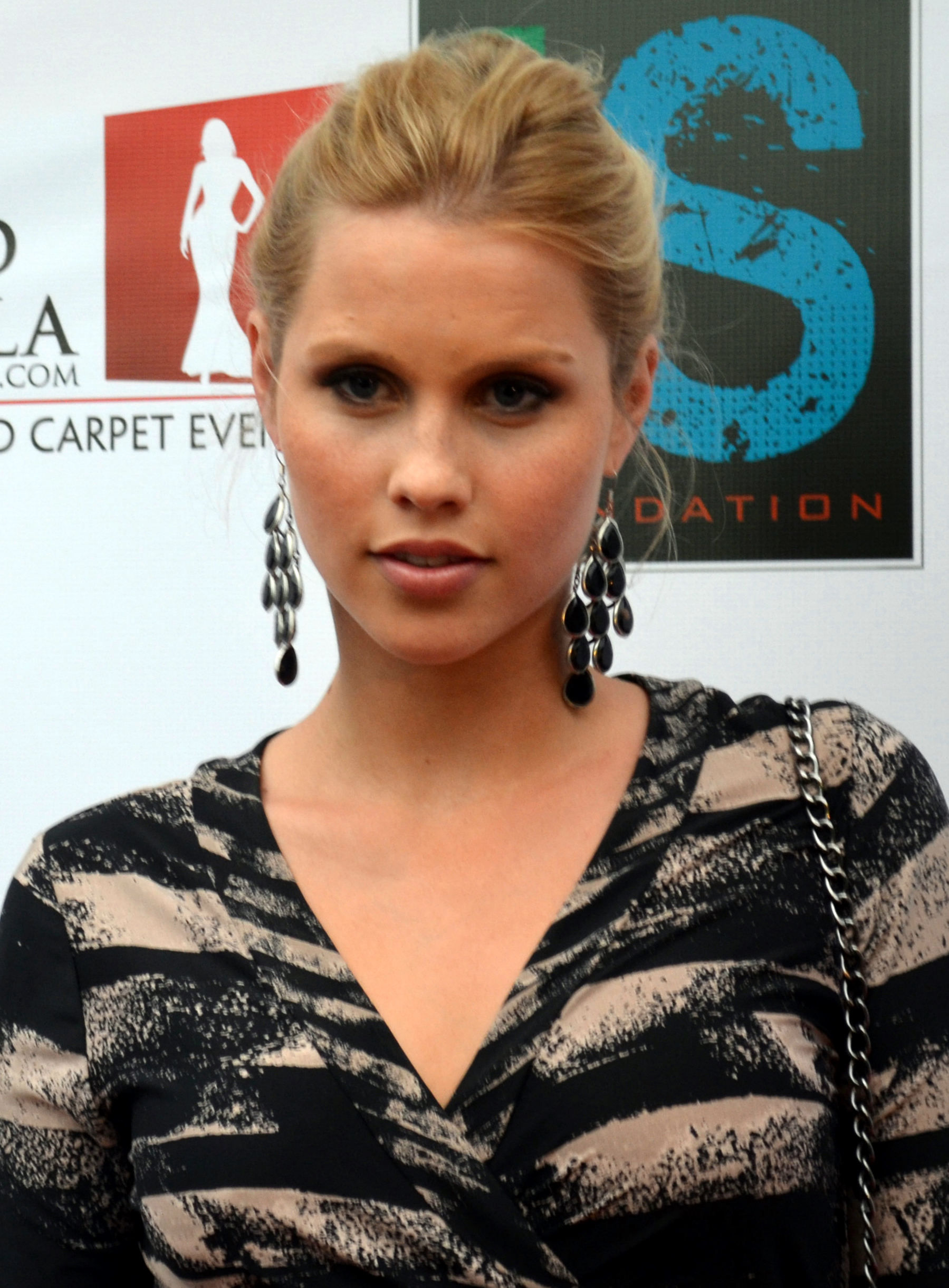
Клер Голт у ролі  Ребеки Майклсон
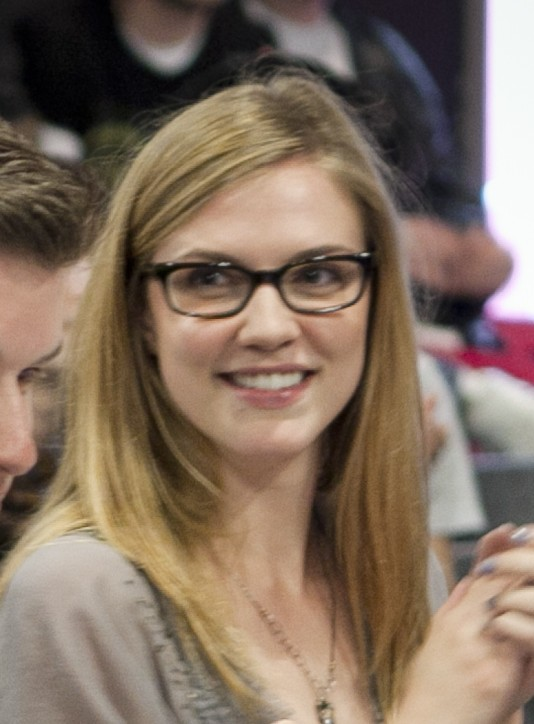
Сара Кеннінг у ролі Дженни Саммерс
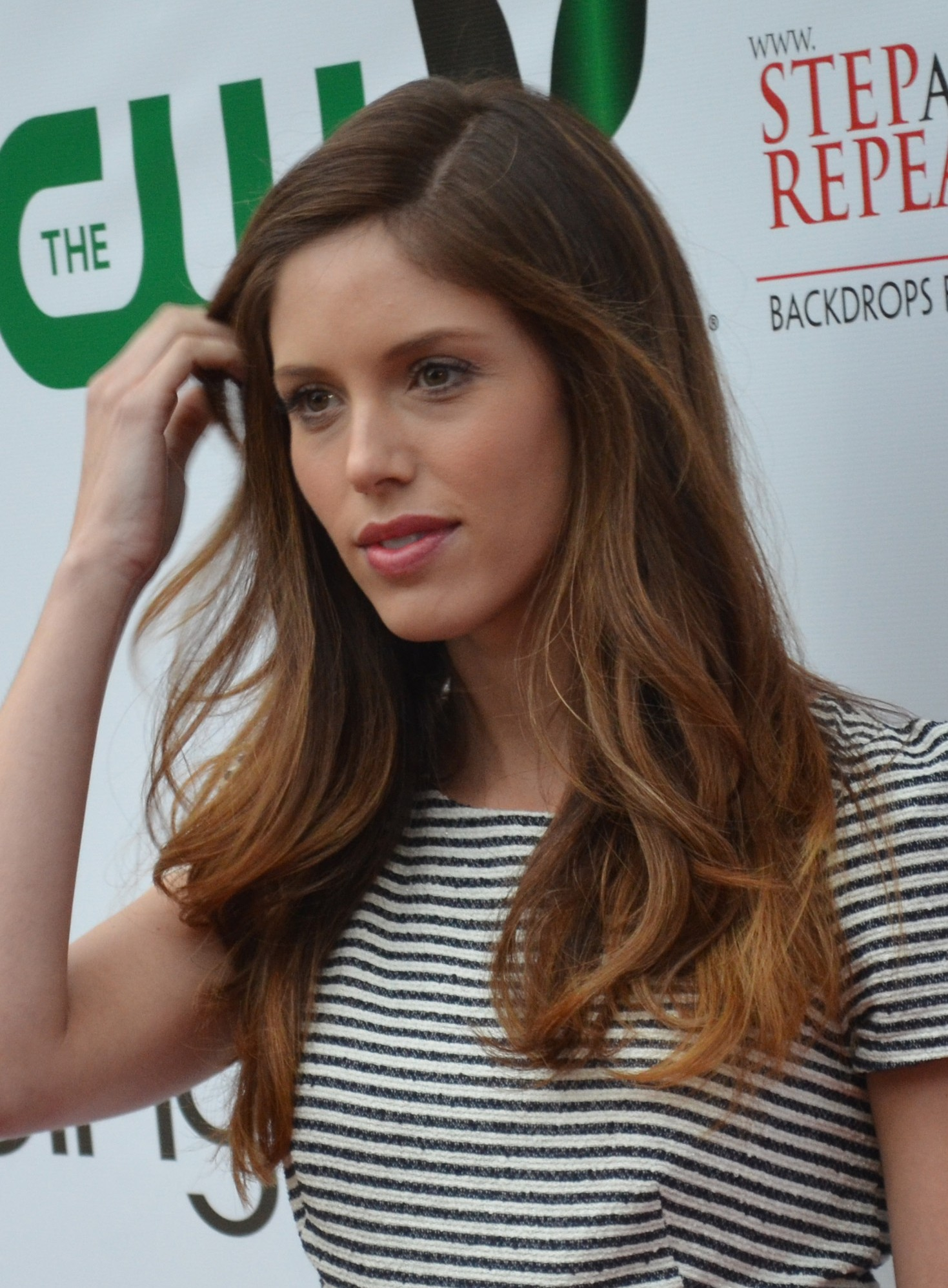
Кайла Евелл у ролі Вікі Донован
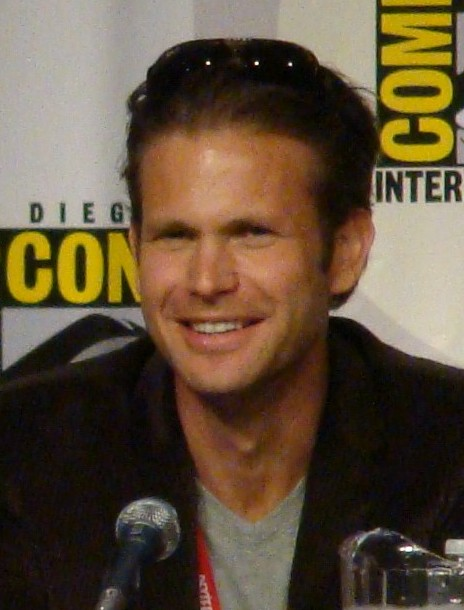
Метт Девіс у ролі Аларіка Зільцмана

## Другорядний акторський склад
| Актор              | Персонаж                 | Сезони               | Сезони               | Сезони               | Сезони               | Сезони               | Сезони               | Сезони               | Сезони               | К-ть серій |
| Актор              | Персонаж                 | 1                    | 2                    | 3                    | 4                    | 5                    | 6                    | 7                    | 8                    | К-ть серій |
| ------------------ | ------------------------ | -------------------- | -------------------- | -------------------- | -------------------- | -------------------- | -------------------- | -------------------- | -------------------- | ---------- |
| Маргарет Макінтайр | Елізабет «Ліз» Форбс     | Періодичний персонаж | Періодичний персонаж | Періодичний персонаж | Періодичний персонаж | Періодичний персонаж | Періодичний персонаж |                      | Запрошена зірка      | 50         |
| Роберт Пралго      | Річард Локвуд            | Періодичний персонаж |                      |                      |                      |                      |                      |                      |                      | 8          |
| Сьюзен Волтер      | Керол Локвуд             | Періодичний персонаж | Періодичний персонаж | Періодичний персонаж | Періодичний персонаж |                      |                      |                      |                      | 33         |
| Жасмин Гай         | Шейла Беннет             | Періодичний персонаж |                      | Запрошена зірка      | Періодичний персонаж | Запрошена зірка      |                      |                      | Запрошена зірка      | 15         |
| Б'янка Лоусон      | Емілі Беннет             | Періодичний персонаж | Запрошена зірка      |                      |                      | Запрошена зірка      |                      |                      |                      | 6          |
| Аріель Кебелл      | Лексі Бренсон            | Запрошена зірка      | Запрошена зірка      | Запрошена зірка      | Періодичний персонаж | Запрошена зірка      |                      |                      | Запрошена зірка      | 9          |
| Малез Джоу         | Анна                     | Періодичний персонаж | Запрошена зірка      | Періодичний персонаж |                      |                      |                      |                      |                      | 18         |
| Келлі Ху           | Перл                     | Періодичний персонаж |                      | Запрошена зірка      |                      |                      |                      |                      |                      | 8          |
| Міа Кірсшнел       | Ізабель Флемінг          | Періодичний персонаж | Запрошена зірка      |                      |                      |                      |                      |                      |                      | 6          |
| Девід Андерс       | Джон Гілберт             | Періодичний персонаж | Періодичний персонаж |                      |                      | Запрошена зірка      |                      |                      | Запрошена зірка      | 14         |
| Тейлор Кінні       | Мейсон Локвуд            |                      | Періодичний персонаж | Запрошена зірка      |                      |                      |                      |                      |                      | 10         |
| Лорен Коен         | Роуз                     |                      | Періодичний персонаж | Запрошена зірка      |                      |                      |                      |                      |                      | 6          |
| Деніел Гілліс      | Елайджа Майклсон         |                      | Періодичний персонаж | Періодичний персонаж | Періодичний персонаж | Запрошена зірка      |                      |                      |                      | 24         |
| Джек Колмен        | Білл Форбс               |                      |                      | Періодичний персонаж |                      |                      |                      |                      |                      | 5          |
| Клер Голт          | Ребекка Майклсон         |                      |                      | Періодичний персонаж | Періодичний персонаж | Запрошена зірка      |                      |                      |                      | 37         |
| Натаніель Бузолік  | Кол Майклсон             |                      |                      | Періодичний персонаж | Періодичний персонаж | Запрошена зірка      |                      |                      |                      | 10         |
| Себастьян Роше     | Майкл Майклсон           |                      |                      | Періодичний персонаж |                      |                      |                      |                      |                      | 5          |
| Персія Вайт        | Еббі Беннет              |                      |                      | Періодичний персонаж | Запрошена зірка      |                      |                      |                      | Запрошена зірка      | 7          |
| Торрі ДеВітто      | Мередіт Фелл             |                      |                      | Періодичний персонаж | Запрошена зірка      |                      |                      |                      |                      | 12         |
| Еліс Еванс         | Естер Майклсон           |                      |                      | Періодичний персонаж |                      |                      |                      |                      |                      | 6          |
| Каспер Зафер       | Фінн Майклсон            |                      |                      | Періодичний персонаж |                      |                      |                      |                      |                      | 4          |
| Грейсі Джиллем     | Ейпріл Янг               |                      |                      |                      | Періодичний персонаж |                      |                      |                      |                      | 10         |
| Девід Алплей       | Аттікус Шейн             |                      |                      |                      | Періодичний персонаж |                      |                      |                      |                      | 11         |
| Фібі Тонкін        | Гейлі Маршалл            |                      |                      |                      | Періодичний персонаж |                      |                      |                      |                      | 8          |
| Рік Коснетт        | Векс Максфілд            |                      |                      |                      |                      | Періодичний персонаж |                      |                      |                      | 12         |
| Яніна Ґаванкар     | Кетція/ Тесса            |                      |                      |                      |                      | Періодичний персонаж |                      |                      |                      | 4          |
| Пенелопа Мітчелл   | Лів Паркер               |                      |                      |                      |                      | Періодичний персонаж | Періодичний персонаж |                      |                      | 20         |
| Кріс Брошу         | Люк Паркер               |                      |                      |                      |                      | Періодичний персонаж | Періодичний персонаж |                      |                      | 14         |
|                    | Маркос                   |                      |                      |                      |                      | Періодичний персонаж |                      |                      |                      | 6          |
| Tristin Mays       | Сара Нельсон/ Сальваторе |                      |                      |                      |                      |                      | Періодичний персонаж |                      | Запрошена зірка      | 8          |
| Jodi Lyn O'Keefe   | Джо Лафлін               |                      |                      |                      |                      |                      | Періодичний персонаж | Періодичний персонаж | Запрошена зірка      | 21         |
| Кріс Вуд           | Кай Паркер               |                      |                      |                      |                      |                      | Періодичний персонаж |                      | Запрошена зірка      | 20         |
| Енні Вершинг       | Лілі Сальваторе          |                      |                      |                      |                      |                      | Періодичний персонаж | Періодичний персонаж |                      | 17         |
| Елізабет Блекмор   | Валері Тулл              |                      |                      |                      |                      |                      |                      | Періодичний персонаж |                      | 20         |
| Scarlett Byrne     | Нора Гільдегарт          |                      |                      |                      |                      |                      |                      | Періодичний персонаж |                      | 17         |
| Teressa Liane      | Мері-Луїза               |                      |                      |                      |                      |                      |                      | Періодичний персонаж |                      | 16         |
| Todd Lasance       | Джуліан                  |                      |                      |                      |                      |                      |                      | Періодичний персонаж |                      | 10         |
| Tierney Mumford    | Ліззі Зальцман           |                      |                      |                      |                      |                      |                      | Періодичний персонаж | Періодичний персонаж | 17         |
| Lily Rose Mumford  | Джозі Зальцман           |                      |                      |                      |                      |                      |                      | Періодичний персонаж | Періодичний персонаж | 15         |
| Leslie-Anne Huff   | Рейна Круз               |                      |                      |                      |                      |                      |                      | Періодичний персонаж |                      | 13         |
| Наталі Келлі       | Сібіл                    |                      |                      |                      |                      |                      |                      |                      | Періодичний персонаж | 12         |
| Kristen Gutoskie   | Селін                    |                      |                      |                      |                      |                      |                      |                      | Періодичний персонаж | 9          |
| Demetrius Bridges  | Доріан Вільямс           |                      |                      |                      |                      |                      |                      |                      | Періодичний персонаж | 9          |
| Елісон Скаліотті   | Джорджина Довлінг        |                      |                      |                      |                      |                      |                      |                      | Періодичний персонаж | 4          |

## Україномовне озвучення
18 листопада 2011 Новий канал оголосив, що прем'єра 1 сезону телесеріалу Щоденники вампіра відбудеться на телеканалі 5 грудня 2011 року.
Новий канал замовив україномовне багатоголосе озвучення 1-3 сезонів серіалу. Ролі озвучили актори:
- Елейна Ґілберт — Катерина Буцька (1-3 сезони);
- Бонні Беннет — Анна Чиж (1-2 сезони), Катерина Брайковська (3 сезон);
- Деймон Сальваторе — Михайло Тишин (1-2 сезони), Дмитро Гаврилов (3 сезон);
- Стефан Сальваторе — Володимир Остапчук (1-2 сезони), Андрій Фединчик (3 сезон).

## Створення
Початково Кевін Вільямсон не був дуже зацікавлений у розробці серіалу, вбачаючи сюжет таким, що надто скидається на решту казок про вампірів. Та проте за наполяганням Джулі Плек він почав читати романи, що його зацікавили: «Я почав розуміти, що це історія про маленьке містечко, про найзаповітніше цього містечка, про те, що криється під поверхнею.» Вільямсон заявив, що в центрі уваги шоу буде історія міста, а не середня школа.
6 лютого 2009 року стало відомо, що CW дав згоду для пілотної серії «Щоденників вампіра» з Вільямсоном і Джулі Плек як головних сценаристів і виконавчих продюсерів. 19 травня 2009 року серіал був офіційно замовлений на сезон.
Пілотний епізод був знятий у Ванкувері, Британська Колумбія, а решта епізодів були зняті в місті Ковінгтон, штат Джорджія, що є дублікатом вигаданого містечка Містик Фоллс, штат Вірджинія, і в низці інших громад по всій Атланті, скориставшись місцевими податковими пільгами.
Уранці 10 травня 2012 року пожежа спалахнула в будівлі на Кларк-стріт у містечку Ковінгтон, що було використано як бар «Містик Гриль» на шоу.

## Сприйняття

### Думки критиків
«Щоденники вампіра» початково дістали мішані відгуки. «Metacritic» дав шоу 50 балів із 100 на основі 22 критичних відгуків, включно з мішаними відгуками. «Entertainment Weekly» дав пілотній серії оцінку B+, заявивши, що шоу «знаменує давно очікуване повернення письменника й продюсера Кевіна Вільямсона». Рецензент Кен Такер закінчивши свій огляд, написав, що «„Щоденники“ обіцяють нам сезон гострих на язик розваг». Лінда Штазі з «New York Post» дала пілотному епізоду найвищий бал, заявивши, що її «зачепило після одного епізоду». Штазі високо оцінила динаміку епізоду і «порочні, криваві дії вампірів», що «починаються в першій сцені й тривають упродовж „Щоденників вампіра“ з такою яскравістю й швидкістю, що це справді страшно». З другого боку Тім Гудман із «San Francisco Chronicle» дав епізоду вельми критичний аналіз, назвавши серію «жахливою». Гудману не сподобались діалоги й він надіється, що масовка з «Баффі — переможниця вампірів» «вернеться в більшій кількості й з'їсть акторський склад „Щоденників вампіра“, а також сценарії, що лишилися».
Багато з критиків телебачення відчули епізоди чимраз кращими. Сара Г'юз із «The Independent» каже, що «Щоденники вампіра» перетворюються на «добре продуманий, цікаво розроблений серіал», попри поганий пілотний епізод. «The New York Post» також високо оцінив образ Елейни, вбачаючи її сильною жінкою, яка не дала почуттям до свого хлопця контролювати її. Карла Петерсон із «The San Diego Union-Tribune» заявила, що перед «першокласними надприродними драмами, що містять безумно блискучий акторський склад і гострий сюжет навіть найдорослішим і розсудливим трудно встояти». Майк Гейл із «The New York Times» дав серіалу почесну згадку в своєму списку найкращих телепрограм 2009 року.
Другий сезон шоу здобув загальне визнання професійних критиків телебачення, коли дістав 78 балів зі 100 на «Metacritic». З розвитком сюжетних ліній у третьому сезоні, критики хвалили гру головних героїв і розвиток жіночих персонажів, таких як Елейна Ґілберт, яку грає Ніна Добрев і Керолайн Форбс яку грає Кендіс Аккола. Єн Сомерголдер здобув найвищу оцінку критиків за свою роль Деймона Сальваторе.

### Рейтинги в США
Прем'єра серіалу відбулася 10 вересня 2009 року й дала CW аудиторію в 4,91 мільйонів глядачів. При додаванні DVR, рейтинги пілотного епізоду збільшились до офіційних 5,7 мільйонів глядачів. Нижче наведена таблиця сезонних рейтингів, що спирається на середню загальну оцінку глядачів за епізод «Щоденників вампіра» на CW. «Ранк» показує рейтинг «Щоденників вампіра» в порівнянні з іншими телесеріалами, що демонструвалися в прайм-тайм.
| Сезон   | Таймслот (ET/PT) | Епізоди | Прем'єра        | Прем'єра                    | Фінал          | Фінал                    | Ранк | Глядачі (мільйони) |
| Сезон   | Таймслот (ET/PT) | Епізоди | Дата            | Прем'єра Глядачі (мільйони) | Дата           | Фінал Глядачі (мільйони) | Ранк | Глядачі (мільйони) |
| ------- | ---------------- | ------- | --------------- | --------------------------- | -------------- | ------------------------ | ---- | ------------------ |
| Сезон 1 | Четвер 20:00     | 22      | 10 вересня 2009 | 4.91                        | 13 травня 2010 | 3.47                     | #118 | 3.66               |
| Сезон 2 | Четвер 20:00     | 22      | 9 вересня 2010  | 3.36                        | 12 травня2011  | 2.86                     | #193 | 3.17               |
| Сезон 3 | Четвер 20:00     | 22      | 15 вересня 2011 | 3.10                        | 10 травня 2012 | 2.53                     | #166 | 2.81               |
| Сезон 4 | Четвер 20:00     | 23      | 11 жовтня 2012  | 3.18                        | 16 травня 2013 | 2.24                     | #148 | 2.97               |

### Номінації та нагороди
Шоу здобуло численність номінацій на премії, вигравши приз глядацьких симпатій «Вибір народу» й 7 премій «Teen Choice Awards» 2010 року, включаючи з 3 премії «Прорив року», премію за найкращий фантастичний серіал, 2 премії «Найкращий актор» і «Найкраща актриса», а також премію «Лиходій».
| Рік  | Премія                 | Категорія                                            | Номінант(и)     | Результат |
| ---- | ---------------------- | ---------------------------------------------------- | --------------- | --------- |
| 2010 | Teen Choice Award 2010 | «Прорив року: жіноча роль у серіалі»                 | Ніна Добрев     | Перемога  |
| 2010 | Teen Choice Award 2010 | «Прорив року: чоловіча роль у серіалі»               | Пол Веслі       | Перемога  |
| 2010 | Teen Choice Award 2010 | «Прорив року: серіал»                                |                 | Перемога  |
| 2010 | Teen Choice Award 2010 | «Найкращий фантастичний серіал»                      |                 | Перемога  |
| 2010 | Teen Choice Award 2010 | «Найкращий актор фантастичного серіалу»              | Пол Веслі       | Перемога  |
| 2010 | Teen Choice Award 2010 | «Найкраща актриса фантастичного серіалу»             | Ніна Добрев     | Перемога  |
| 2010 | Teen Choice Award 2010 | «Лиходій»                                            | Єн Сомерголдер  | Перемога  |
| 2010 | Teen Choice Award 2010 | «Жіноча роль другого плану»                          | Катерина Ґрехем | Номінація |
| 2010 | Выбор народа 2010      | «Улюблений новий драматичний телесеріал»             |                 | Перемога  |
| 2010 | Выбор народа 2010      | «Улюблений фантастичний телесеріал»                  |                 | Номінація |
| 2010 | Премія «Сатурн»        | «Найкращий телесеріал, створений для телетрансляції» |                 | Номінація |
| 2011 | Teen Choice Award 2011 |                                                      |                 |           |
| 2011 | Teen Choice Award 2011 | «Найкращий фантастичний серіал»                      |                 | Перемога  |
| 2011 | Teen Choice Award 2011 | «Жіноча роль другого плану»                          | Катерина Ґрехем | Перемога  |
| 2011 | Teen Choice Award 2011 | «Чоловіча роль другого плану»                        | Майкл Тревино   | Перемога  |
| 2011 | Teen Choice Award 2011 | «Найкращий актор фантастичного серіалу»              | Пол Веслі       | Номінація |
| 2011 | Teen Choice Award 2011 | «Найкращий актор фантастичного серіалу»              | Єн Сомерголдер  | Перемога  |
| 2011 | Teen Choice Award 2011 | «Найкраща актриса фантастичного серіалу»             | Ніна Добрев     | Перемога  |
| 2011 | Teen Choice Award 2011 | «Лиходій»                                            | Джозеф Морган   | Номінація |
| 2011 | Teen Choice Award 2011 | «Гаряча жінка»                                       | Ніна Добрев     | Номінація |
| 2011 | Teen Choice Award 2011 | «Гарячий чоловік»                                    | Єн Сомерголдер  | Номінація |
| 2011 | Teen Choice Award 2011 | Вампір                                               | Єн Сомерголдер  | Номінація |
| 2011 | Teen Choice Award 2011 | Вампір                                               | Пол Веслі       | Номінація |
| 2011 | Teen Choice Award 2011 | Вампір                                               | Ніна Добрев     | Номінація |
| 2011 | Вибір народу 2011      | «Улюблений драматичний телесеріал»                   |                 | Номінація |
| 2011 | Вибір народу 2011      | «Улюблений фантастичний телесеріал»                  |                 | Номінація |
| 2011 | Вибір народу 2011      | «Улюблений драматичний телеактор»                    | Єн Сомерголдер  | Номінація |
| 2012 | Вибір народу 2011      |                                                      |                 |           |
| 2012 | Вибір народу 2011      | «Найкращий драматичний серіал»                       |                 | Номінація |
| 2012 | Вибір народу 2011      | «Улюблений драматичний телеактор»                    | Єн Сомерголдер  | Номінація |
| 2012 | Вибір народу 2011      | «Улюблена драматична телеактриса»                    | Ніна Добрев     | Перемога  |
| 2012 | Вибір народу 2011      | «Улюблений фантастичний телесеріал»                  |                 | Номінація |

## Реліз на DVD
Перший сезон випущений на DVD в Регіонах 1, 2 і 4 і на Blu-ray в регіонах A і B. Обидві американські версії містять коментарі акторів і членів знімальної групи для деяких епізодів, видалені сцени й відео з місця зйомок, вебепізоди, а також скачувану аудіоверсію книги Лізи Джейн Сміт «Щоденники вампіра: Пробудження». DVD був випущений у Регіоні 2 23 серпня 2010 року. Потім продаж дисків розпочався в Регіоні 1 31 серпня 2010 року, і в Регіоні 3 1 вересня 2010 року. У регіоні A Blu-ray диск був випущений 31 серпня 2010 року. У регіоні B релізи відбулись у різний час; у Великій Британії 23 серпня 2010 року, у Бразилії 26 серпня 2010 року і в Австралії 1 вересня 2010 року. Другий сезон став доступний на DVD та Blu-ray 30 серпня 2011 року. У Регіоні B релізи відбулись у різний час; у Великій Британії 22 серпня 2011 року, у Бразилії 25 серпня 2011 року. Третій сезон вийшов на DVD та Blu-ray у серпня 2012 року в Регіонах 1, 2, і A, а 5 вересня 2012 року в Регіонах 4 і B.

## Спін-офф
Дон Острофф, колишній президент телеканалу CW згадала про ідею створити спін-офф серіалу в найближчих кілька років. Передбачалося запустити спін-офф восени 2011 року, проте з огляду на відданість Кевіна Вільямсона серіалу «Таємне коло», створення спін-оффу було відкладено на невизначений термін.
11 січня було оголошено про знімання пілоту для серіалу «Первородні», що буде зосереджений на родині Перворідних. Серія належить до складу четвертого сезону «Щоденників вампіра» й вийшла 25 квітня 2013. Завдяки високому рейтингу серіал офіційно затвердили на повний сезон (2013—2014).
25 жовтня 2018 року відбулася прем'єра першого сезону спін-офу «Щоденників вампіра» і «Первородні» — «Спадок».Дія цього серіалу розгортається в школі Сальваторе, де навчаються обдаровані підлітки. Саме цю школу заснували Керолайн Форбс та Аларік Зацман наприкінці 8 сезону «Щоденників вампіра».